# Oļegs Rudenko
Oļegs Rudenko (28 dicembre 1973) è un ex calciatore lettone, di ruolo centrocampista.

## Carriera

### Club
Nel periodo in cui ha giocato in nazionale militava nel Daugava Riga.
In seguito ha militato nelle file del Metalurgs Liepāja.

### Nazionale
Ha giocato la sua unica partita in nazionale il 14 febbraio 1997, entrando nell'ultimo quarto d'ora dell'amichevole contro Cipro al posto di Imants Bleidelis.

## Statistiche

### Cronologia presenze e reti in Nazionale
| Cronologia completa delle presenze e delle reti in nazionale ― Lettonia | Cronologia completa delle presenze e delle reti in nazionale ― Lettonia | Cronologia completa delle presenze e delle reti in nazionale ― Lettonia | Cronologia completa delle presenze e delle reti in nazionale ― Lettonia | Cronologia completa delle presenze e delle reti in nazionale ― Lettonia | Cronologia completa delle presenze e delle reti in nazionale ― Lettonia | Cronologia completa delle presenze e delle reti in nazionale ― Lettonia | Cronologia completa delle presenze e delle reti in nazionale ― Lettonia |
| Data                                                                    | Città                                                                   | In casa                                                                 | Risultato                                                               | Ospiti                                                                  | Competizione                                                            | Reti                                                                    | Note                                                                    |
| ----------------------------------------------------------------------- | ----------------------------------------------------------------------- | ----------------------------------------------------------------------- | ----------------------------------------------------------------------- | ----------------------------------------------------------------------- | ----------------------------------------------------------------------- | ----------------------------------------------------------------------- | ----------------------------------------------------------------------- |
| 14-2-1997                                                               | Paralimni                                                               | Cipro                                                                   | 2 – 0                                                                   | Lettonia                                                                | Amichevole                                                              | -                                                                       | 75’                                                                     |
| Totale                                                                  |                                                                         | Presenze                                                                | 1                                                                       |                                                                         | Reti                                                                    | 0                                                                       |                                                                         |